# Baptiste Barbaud
 (juin 2011).
Baptiste Barbaud est un joueur français de volley-ball né le 28 novembre 1993. Il joue passeur.

## Clubs
| Club             | Pays   | De        | À         |
| ---------------- | ------ | --------- | --------- |
| Arago de Sète    | France | 2010-2011 | 2010-2011 |
| Nice Volley-Ball | France | 2011-2012 | 2013-2014 |